# La Croix du Sud
Pour les articles homonymes, voir Croix du Sud (homonymie).
La Croix du Sud (1951, en anglais Southern Cross) est l'unique roman en gravures sur bois de l'illustrateur canadien Laurence Hyde (1914–1987). Ses 118 images gravées sur bois racontent l'impact des essais nucléaires sur des Polynésiens. Ce livre est un pamphlet contre la série d'essais nucléaires menés par les États-Unis sur l'atoll de Bikini en 1946.
À la mode dans les années 1920 et 1930, le roman gravé est abandonné depuis plus de dix ans quand Laurence Hyde réalise son œuvre. Hyde s'inspire de Lynd Ward, d'Otto Nückel et du pionnier du genre, Frans Masereel. Les illustrations au contraste élevé de La Croix du Sud se distinguent par des lignes courbes et dynamiques, style rare dans la gravure sur bois, et par une combinaison d'images abstraites avec des détails réalistes. Ce roman est considéré comme le précurseur du roman graphique canadien, bien que n'ayant eu aucune influence directe.

## Synopsis
L'armée américaine évacue les villageois d'une île polynésienne avant un essai d'arme nucléaire. Pendant l'évacuation, un soldat ivre tente de violer la femme d'un pêcheur et le pêcheur le tue. Pour éviter de se faire capturer, le couple s'enfuit avec son enfant vers la forêt et se cachent. L'enfant est témoin de la mort de ses parents et de la destruction de son environnement à la suite de l'essai atomique.

## Contexte

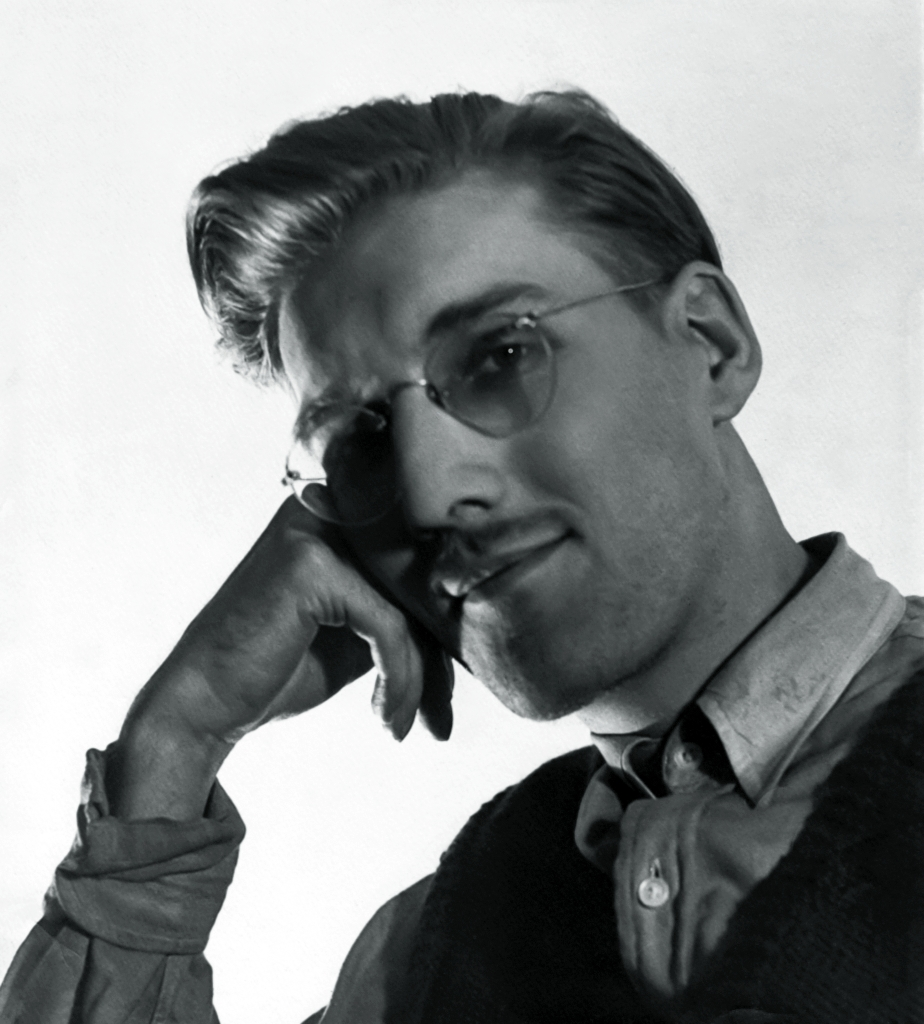
Laurence Hyde en 1945

Laurence Hyde naît à Kingston upon Thames en Angleterre en 1914 et déménage avec sa famille au Canada en 1926. Ils s'installent à Toronto en 1928 où Hyde étudie l'art à la Central Technical School. Ses influences les plus fortes viennent du peintre Paul Nash et des graveurs Eric Gill, Rockwell Kent et Lynd Ward ; il correspond avec Kent et Ward.
À partir des années 1930, Hyde réalise des illustrations commerciales à l'encre et en carte à gratter, des gravures sur bois et des linogravures. Il tente deux séries de gravures intitulées Dicovery et Macbeth qu'il abandonne. Hyde travaille à Ottawa à l'Office national du film du Canada de 1942 à 1972, année où il part à la retraite.
Le roman en gravures sur bois jouissait d'une popularité pendant les années 1920 et 1930, mais il est devenu peu fréquent vers les années 1940. De tels livres ont tendance à être des œuvres mélodramatiques sur l'injustice sociale. Hyde connaissait certains des livres de Ward comme Destin (1926) du dessinateur allemand Otto Nückel. La seule œuvre de l'artiste flamand Frans Masereel, pionnier du genre, que Hyde a lu dans une édition américaine de 1949 est Mon livre d'heures (1919) . Comme ses prédécesseurs, Hyde a un programme de gauche qu'il exprimait dans son art. Lorsque La Croix du Sud sort, le genre est devenu si peu familier du public que Hyde y inclut un essai historique afin d'orienter le lecteur. Hyde a invité Ward à relire cet essai, mais le livre est publié sans les corrections de Ward. Ainsi, quelques erreurs demeurent, comme le prénom de Masereel transformé en « Hans » et une liste de seulement quatre des six romans en gravures de Ward.

## Création et sortie

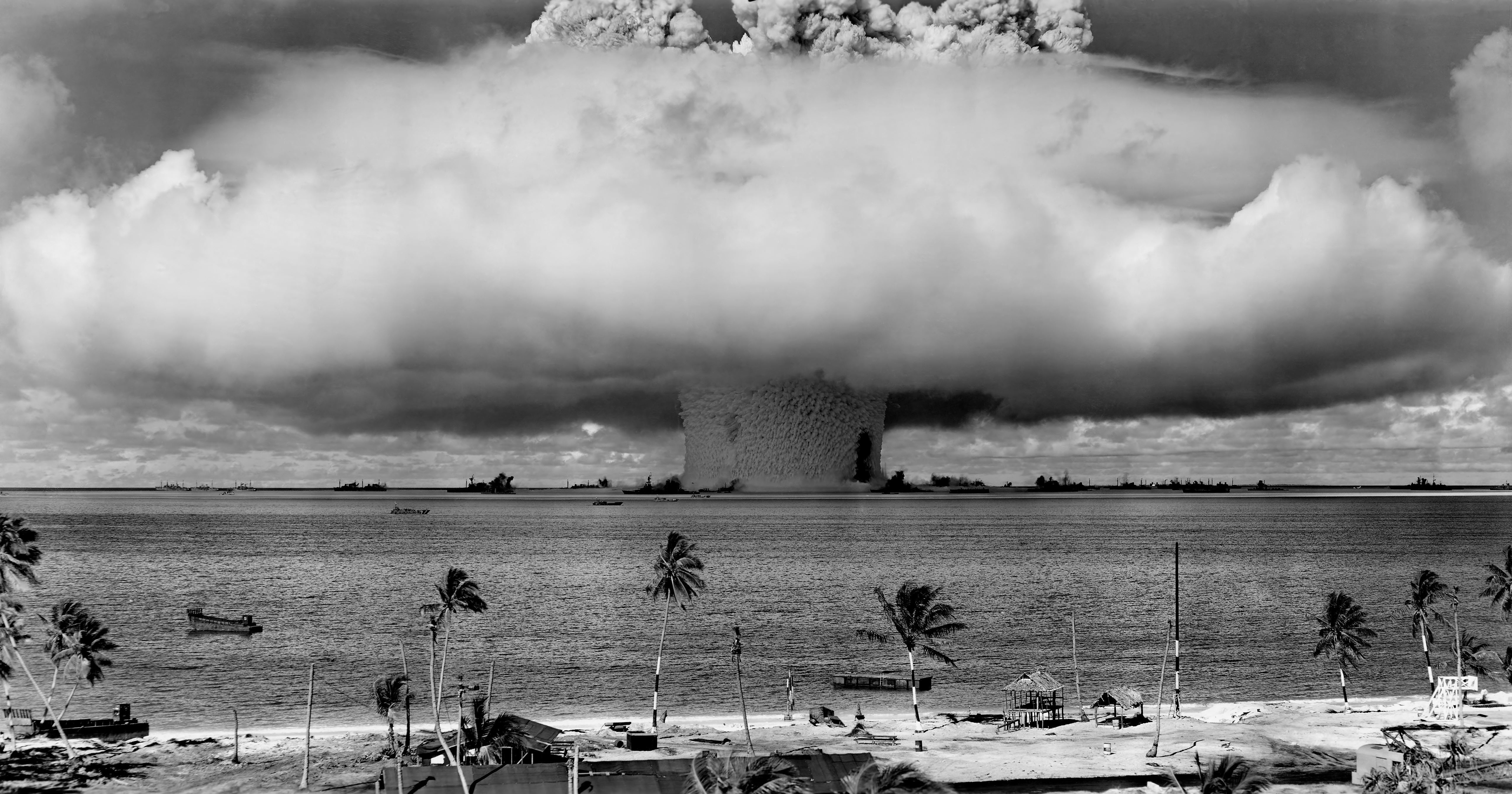
Les essais nucléaires sur l'atoll de Bikini ont motivé Hyde à écrire son livre.

Hyde conçoit La Croix du Sud pour exprimer sa colère contre les essais nucléaires menés par les États-Unis sur  l'atoll de Bikini en 1946, juste après les bombardements atomiques d'Hiroshima et Nagasaki. Il le fait de 1948 à 1951. Chaque image est au format 4 × 3 cm, centrée au tiers supérieur de la page avec de larges marges. La seule exception est l'image de la détonation de la bombe, une image à fond perdu qui occupe la page entière de 7 × 6 cm. Les lignes sont courbes et dynamiques, un style de gravures sur bois peu commun. Le noir accable les figures et les images abstraites contrastent avec les détails réalistes de la flore et la faune.
La Croix du Sud paraît en édition à tirage limité chez Ward Ritchie Press en 1951, les images imprimées sur papier japonais uniquement au recto, avec une introduction de Rockwell Kent. Hyde dédicace le livre à la Croix-Rouge et à la Société religieuse des Amis,. En raison de son absence lors de l'impression du livre, Hyde n'a pas pu corriger des bois dont le relief n'était pas suffisamment profond pour produire des empreintes satisfaisantes.
Deux rééditions apparaissent en 2007. L'une d'entre elles paraît chez l'éditeur Drawn and Quarterly qui publie un fac-similé de luxe avec des essais supplémentaires de Hyde, une introduction de David Beronä, historien du roman en gravures. George Walker publie La Croix du Sud dans l'anthologie de roman en gravures Graphic Witness. Cet ouvrage paraît en français en 2008 sous le titre Gravures rebelles : 4 romans graphiques,.

## Accueil de la critique
« Les mots sont capables d'exprimer des notions complexes et subtiles ... mais pour être direct et pour l'interprétation universelle, l'image, dans certaines conditions, sont sans équivalent. Ça dépend de ce qu'on veut vraiment exprimer. »

— Laurence Hyde
,  épilogue de La Croix du Sud 
Lors d'une interview sur Radio-Canada en 1952, le critique littéraire canadien Northrop Frye vante les habiletés visuelles de Hyde, cependant dit-il, « C'est inutile d'obtenir ce livre pour sa bibliothèque sauf si on apprécie les gravures elles-mêmes comme des œuvres d'art distinctes. ». Il trouve le livre assez rapide à lire en comparaison avec le délai nécessaire pour le produire, et sa « continuité » une faiblesse. Il juge que la visualisation de la destruction des êtres vivants par la bombe constitue la justification la plus forte de l'œuvre.
Le critique de bande dessinée, Sean Rogers, a salué l'œuvre, en particulier le rythme et les scènes d'action, mais a cependant ressenti un effet moindre par rapport aux œuvres précédentes comme Mon livre d'heures (1919) de Masereel ou Vertigo (1937) de Ward. Il a trouvé le message anti-nucléaire du livre moins efficace que celui des bandes dessinées ultérieures comme Gen d'Hiroshima de Keiji Nakazawa ou Jimbo de Gary Panter. L'érudit de bandes dessinées Roger Sabin a trouvé le tome peu convaincant : « bien intentionné mais un superficiel agitprop ».
La Croix du Sud a gagné de l'estime dans le milieu de la bande dessinée en tant que précurseur du roman graphique canadien, même s'il n'a eu aucune influence directe sur la bande dessinée canadienne. Le tome a été commercialisé pour les connaisseurs du genre, un milieu éloigné de celui de la bande dessinée abordable durant les années 1950. Des exemplaires de La Croix du Sud ont rejoint les collections du Musée des beaux-arts du Canada en 1952 et de la Galerie d'art de Burnaby en 1987. Le livre reçoit une mention honorable comme meilleur livre du prix Doug-Wright, qu'accepte le fils de Hyde, Anthony.